# Hallam Cooley
Hallam Cooley (New York, 8 febbraio 1895 – Tiburon, 20 marzo 1971) è stato un attore statunitense che iniziò la sua carriera all'epoca del muto.

## Biografia
Nato a Brooklyn, frequentò l'accademia militare, laureandosi poi all'Università del Minnesota. Proveniente dal teatro, debuttò nel cinema nel 1913. Diventato caratterista di un certo rilievo, lavorò per diverse case cinematografiche, interpretando talvolta anche ruoli da protagonista. Prese parte, fino al 1936, a oltre un centinaio di pellicole.

## Filmografia
- Just Show People, regia di Van Dyke Brooke - cortometraggio (1913)
- A White Feather Volunteer, regia di Rupert Julian - cortometraggio (1915)
- Gilded Youth, regia di Rupert Julian - cortometraggio (1915)
- The Water Clue, regia di Rupert Julian - cortometraggio (1915)
- The Evil of Suspicion, regia di Rupert Julian - cortometraggio (1915)
- The Underworld, regia di Rupert Julian - cortometraggio (1916)
- The Red Lie, regia di Rupert Julian - cortometraggio (1916)
- Arthur's Last Fling, regia di Rupert Julian - cortometraggio (1916)
- The Marriage of Arthur, regia di Rupert Julian - cortometraggio (1916)
- The Courtesan, regia di Arthur Maude (1916)
- The Daughter of the Don, regia di Henry Kabierske (1916)
- Love's Boomerang, regia di Pat C. Hartigan - cortometraggio (1916)
- The Small Magnetic Hand, regia di Charles Bartlett - cortometraggio (1916)
- The Gold Band, regia di Charles Bartlett - cortometraggio (1916)
- When Hearts Collide, regia di Robert P. Kerr - cortometraggio (1917)
- A Royal Rogue, regia di Ferris Hartman, Robert P. Kerr - cortometraggio (1917)
- A Dog Catcher's Love, regia di Edward F. Cline - cortometraggio (1917)
- The Cricket, regia di Elsie Jane Wilson (1917)
- The Bull's Eye, regia di James W. Horne - serial (1917)
- The Guilty Man, regia di Irvin Willat (1918)
- The Deciding Kiss, regia di Tod Browning (1918)
- The Brass Bullet, regia di Ben F. Wilson - serial (1918)
- The Girl Dodger, regia di Jerome Storm (1919)
- Happy Though Married, regia di Fred Niblo (1919)
- One of the Finest, regia di Harry Beaumont (1919)
- Upstairs, regia di Victor Schertzinger (1919)
- The Girl from Outside, regia di Reginald Barker (1919)
- The Long Arm of Mannister, regia di Bertram Bracken (1919)
- More Deadly Than the Male, regia di Robert G. Vignola (1919)
- Pinto, regia di Victor Schertzinger (1920)
- Leave It to Me, regia di Emmett J. Flynn (1920)
- Trumpet Island, regia di Tom Terriss (1920)
- A Light Woman, regia di George L. Cox (1920)
- Beware of the Bride, regia di Howard M. Mitchell (1920)
- An Old Fashioned Boy, regia di Jerome Storm (1920)
- The Tomboy, regia di Carl Harbaugh (1921)
- The Ten Dollar Raise, regia di Edward Sloman (1921)
- The Devilish Romeo, regia di Frank Griffin - cortometraggio (1921)
- The Foolish Age, regia di William A. Seiter (1921)
- What Do Men Want?, regia di Lois Weber (1921)
- Playing with Fire, regia di Dallas M. Fitzgerald (1921)
- L'uomo con due madri (Man with Two Mothers), regia di Paul Bern (1922)
- Beauty's Worth, regia di Robert G. Vignola (1922)
- The Wise Kid, regia di Tod Browning (1922)
- Money to Burn, regia di Rowland V. Lee (1922)
- Her Night of Nights, regia di Hobart Henley (1922)
- Rose o' the Sea, regia di Fred Niblo (1922)
- Up and at 'Em, regia di William A. Seiter (1922)
- Confidence, regia di Harry A. Pollard (1922)
- Una settimana d'amore (One Week of Love), regia di George Archainbaud (1922)
- The Kingdom Within, regia di Victor Schertzinger (1922)
- Dollar Devils, regia di Victor Schertzinger (1923)
- Are You a Failure?, regia di Tom Forman (1923)
- Il signore delle nuvole (Going Up), regia di Lloyd Ingraham (1923)
- Sporting Youth, regia di Harry A. Pollard (1924)
- The White Sin, regia di William A. Seiter (1924)
- The Fight, regia di George Marshall - cortometraggio (1924)
- Never Say Die, regia di George Crone (1924)
- The Painted Flapper, regia di John Gorman (1924)
- The Monster, regia di Roland West (1925)
- Stop Flirting, regia di Scott Sidney (1925)
- The Thoroughbred, regia di Oscar Apfel (1925)
- A Business Engagement, regia di Albert Ray - cortometraggio (1925)
- Seven Days, regia di Scott Sidney (1925)
- Some Pun'kins, regia di Jerome Storm
- Free to Love, regia di Frank O'Connor (1925)
- All Abroad, regia di Albert Ray - cortometraggio (1925)
- In the Headlines, regia di John G. Adolfi (1929)
- Tonight at Twelve, regia di Harry A. Pollard (1929)
- So Long Letty, regia di Lloyd Bacon (1929)
- La fiamma occulta (Weddings Rings), regia di William Beaudine (1929)
- Back Pay, regia di William A. Seiter (1930)
- Holiday, regia di Edward H. Griffith (1930)
- What Men Want
- Oh, Sailor Behave!, regia di Archie Mayo (1930)
- Soup to Nuts
- You Said It, Sailor, regia di Jo Van Ronkel - cortometraggio (1930)
- Too Many Cooks, regia di William A. Seiter (1931)
- Puro sangue (Sporting Blood), regia di Charles Brabin
- Silenzio sublime (Frisco Jenny), regia di William A. Wellman (1932)
- E adesso pover'uomo?
- Maria di Scozia, regia di John Ford (1936)